# Karatschajewsk
Karatschajewsk (russisch Карача́евск, karatschai-balkarisch Къарачай шахар) ist eine Kleinstadt in der nordkaukasischen Republik Karatschai-Tscherkessien in Russland mit 21.483 Einwohnern (Stand 14. Oktober 2010).

## Geografie
Die Stadt liegt im Nordteil des Großen Kaukasus etwa 60 km südöstlich der Republikhauptstadt Tscherkessk an der Mündung der Teberda in den Kuban.
Karatschajewsk ist der Republik administrativ direkt unterstellt und zugleich Verwaltungszentrum des gleichnamigen Rajons. Der Stadt sind ihrerseits die Stadt Teberda (7301 Einwohner), die Siedlungen städtischen Typs Ordschonikidsewski (2934 Einwohner), Dombai (385 Einwohner) und Elbrusski (215 Einwohner) sowie Dörfer mit zusammen 3571 Einwohnern direkt unterstellt, sodass die Gesamteinwohnerzahl der administrativen Einheit Stadt Karatschajewsk 34.083 beträgt (Berechnung 2009).
Die Stadt ist Endpunkt der Fernstraße A157.

## Geschichte
Als Dorf Georgijewskoje gegründet, wurde der Ort 1926 nach dem Parteifunktionär und Politiker Anastas Mikojan in Mikojan-Schachar umbenannt. 1929 wurde unter diesem Namen das Stadtrecht verliehen.
1944 erfolgte die erneute Umbenennung in Kluchori (nach dem Kluchoripass über den Kaukasushauptkamm) bei gleichzeitigem Anschluss der Stadt und des umliegenden Gebietes an die Georgische SSR im Zusammenhang mit der Auflösung der Autonomen Republik und der Deportation der karatschaischen Bevölkerung. Am 14. März 1955 wurde die Stadt durch Dekret des Präsidiums der Streitkräfte der UdSSR der Region Stawropol (Russische SFSR) zugeordnet und erhielt am 12. Januar 1957  per Dekret des Präsidiums des Obersten Sowjets der RSFSR den Namen Karatschajewsk.

### Bevölkerungsentwicklung

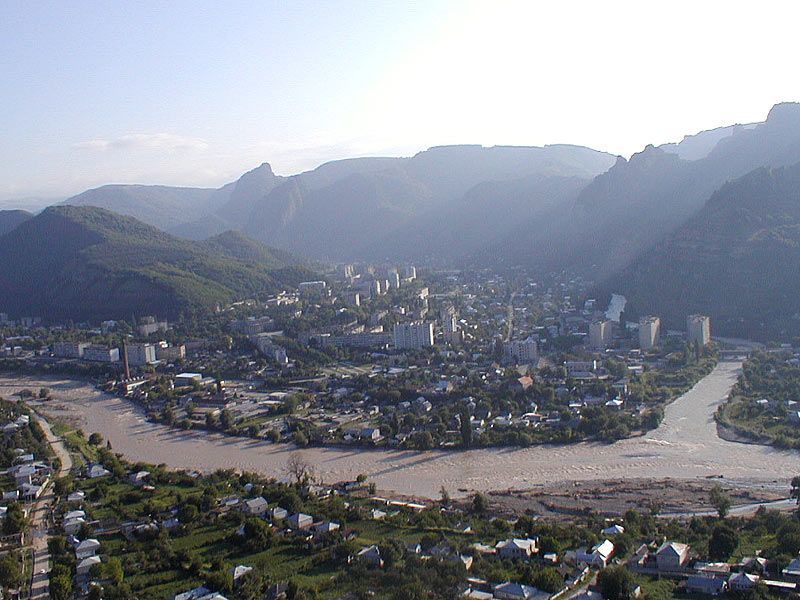
Karatschajewsk

| Jahr | Einwohner |
| ---- | --------- |
| 1939 | 5.919     |
| 1959 | 7.169     |
| 1970 | 14.762    |
| 1979 | 16.873    |
| 1989 | 21.582    |
| 2002 | 22.113    |
| 2010 | 21.483    |

Anmerkung: Volkszählungsdaten

## Kultur und Sehenswürdigkeiten
In der Umgebung gibt es mehrere Kirchen und Klöster aus dem 10. bis 19. Jahrhundert (auf dem Berg Schoana, im Dorf Nischnjaja Teberda) sowie beim Dorf Chumara eine 25 Hektar große Burgwallanlage (Gorodischtsche) aus den 8. bis 10. Jahrhundert.
In der zu Karatschajewsk gehörigen Siedlung Ordschonikidsewski befindet sich das Gedenkmuseum der Verteidiger der Kaukasuspässe, welches den Großen Vaterländischen Krieg thematisiert.

## Wirtschaft
In Karatschajewsk gibt es Betriebe der Elektrotechnik, Bauwirtschaft und Lebensmittelindustrie.

## Söhne und Töchter der Stadt
- Aleksandre Tschiwadse (* 1955), sowjetisch-georgischer Fußballspieler und -trainer
- Novruz Temrezov (* 1981), russischer bzw. aserbaidschanischer Ringer